# Jura Suabă
Jura Suabă sau Jura Șvabă (în germană: Schwäbische Alb) este o grupă muntoasă preaplină din categoria Mittelgebirge din Germania de Sud. Munții sunt caracterizați prin lanțuri care pe versanții de nord-vest sunt mai abrubți, iar versanții din sud-est spre Alpi sunt mai mai domoli, mai puțin înclinați. Versanții munților mai înclinați din nord-vest sunt numiți „Albtrauf”, ei se continuă cu regiunea Albvorland. La nord est munții sunt mărginiți de Nördlinger Ries regiune care desparte munții Jura Șvabă de Jura Franconiană. Spre sud-vest se poate delimita prin dialectul german diferit vorbit în regiunea Tuttlingen. Munții se întind pe o lungime de  200 km și o lățime de 40 de km. Din punct de vedere geologic sunt munți de încrețire șistoși care o structură stratificată care se întind între Basel și „Nördlinger Ries”, aparținând împreună cu Fränkische Alb de munții Jura (Gebirge)  care se întind între Geneva și Coburg.
Schwäbische Alb cuprinde o parte din sistemul fluvial ce aparține de Dunăre și Rin.

## Subîmpărțire

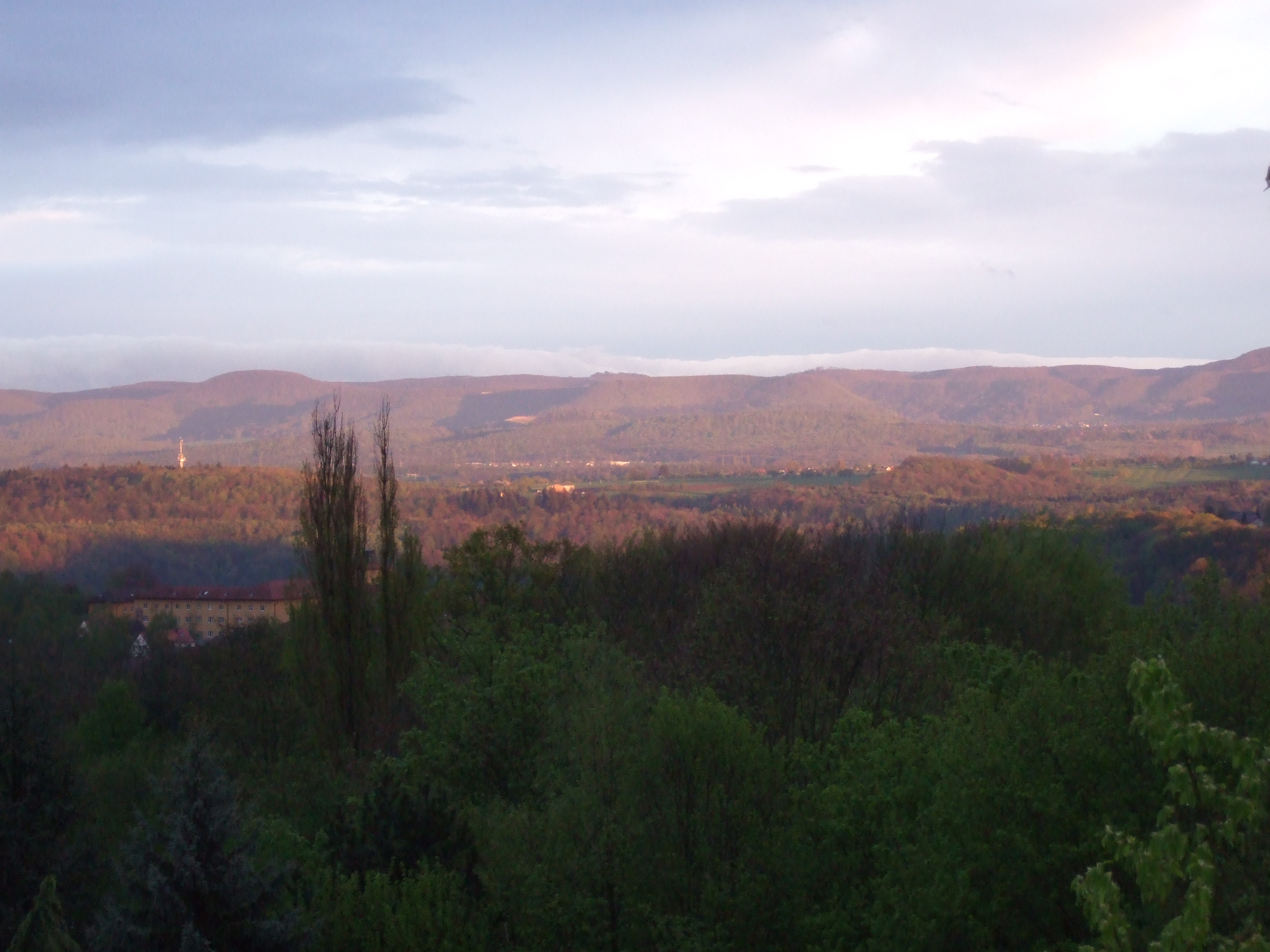
Albtrauf văzut din Tübingen

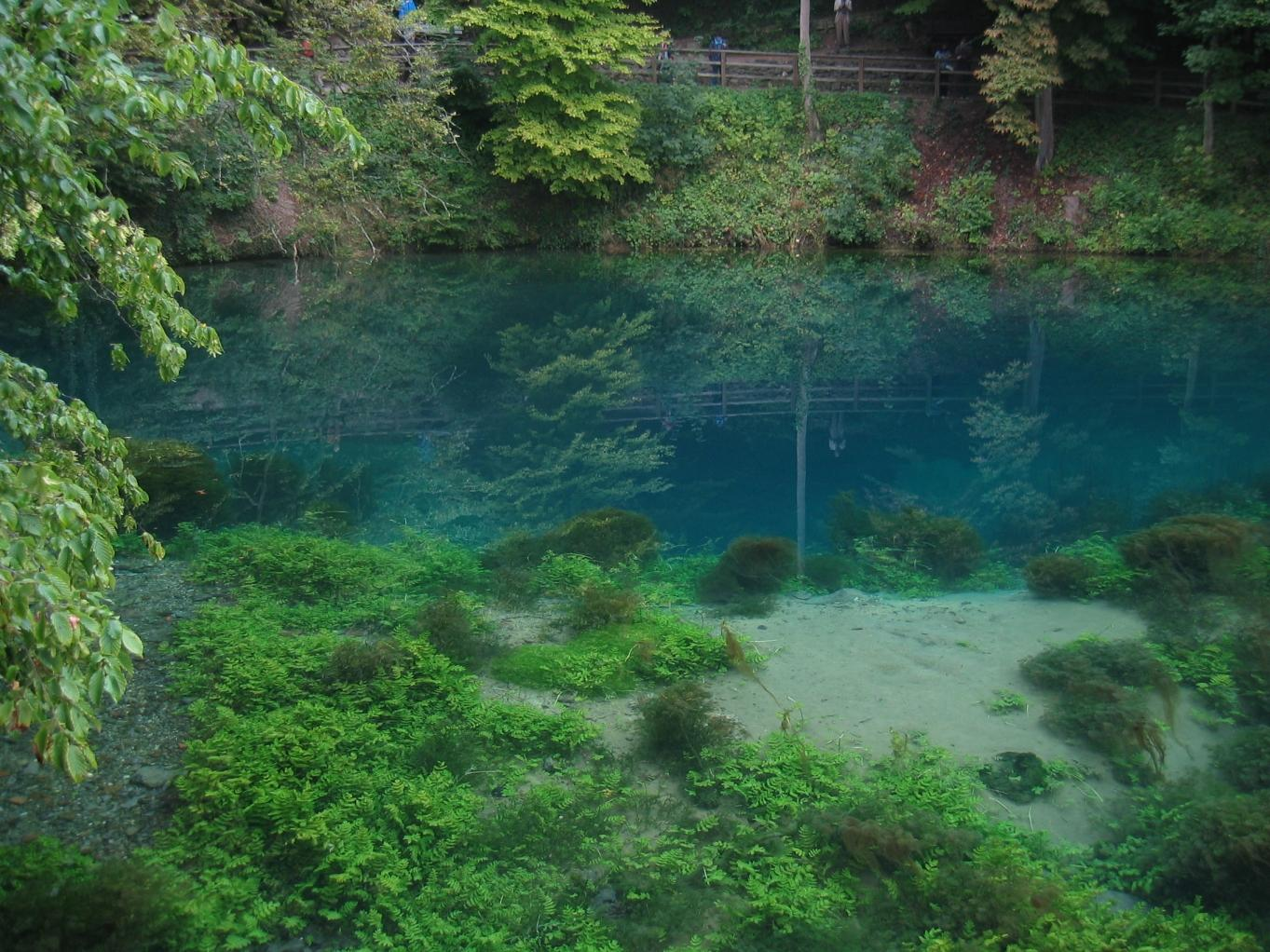
Blautopf in Blaubeuren

Regiuni de la  nord-est spre sud-vest:
- Härtsfeld
- Albuch
- Heidenheimer Alb
- Niedere Alb
- Stubersheimer Alb
- Ulmer Alb
- Blaubeurer Alb
- Uracher Alb (Vordere Alb si Hintere Alb)
- Münsinger Alb
- Reutlinger Alb
- Zwiefalter Alb
- Zollernalb
- Großer Heuberg

Regiuni din Tafeljura:
- Baaralb
- Hegaualb
- Randen
- Klettgaujura
- Aargauer Tafeljura
- Tafeljura la Basel

### Piscuri peste 1000 de m

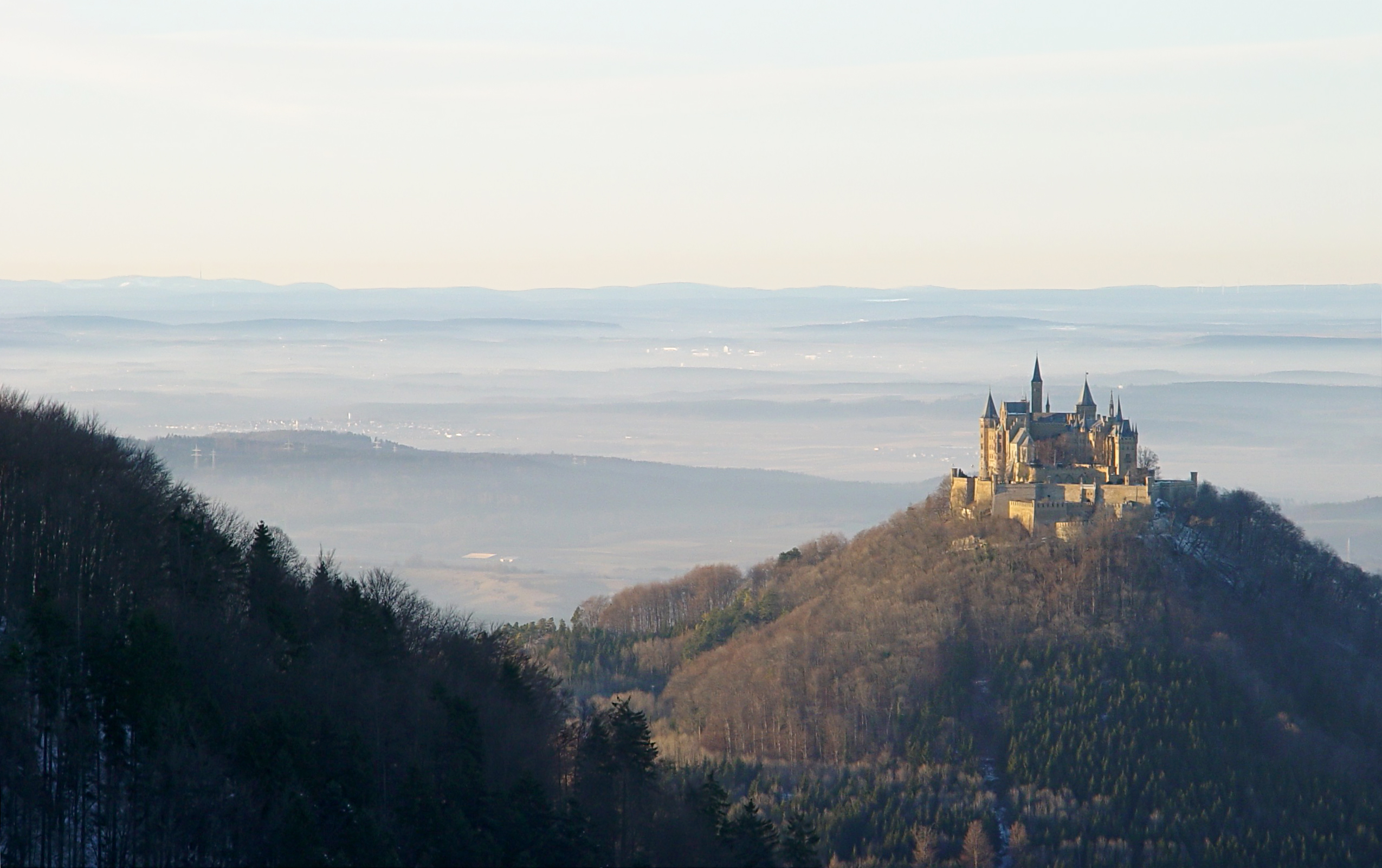
Castelul Hohenzollern de la Hechingen

1. Lemberg (1015 m), cel mai inalt din Schwäbischen Alb
2. Oberhohenberg (1011 m)
3. Hochberg (1009 m)
4. Wandbühl (1007 m)
5. Montschenloch (1004 m)
6. Plettenberg (1002 m)
7. Bol (1002 m)
8. Rainen (1002 m)
9. Hochwald (1002 m)
10. Hummelsberg (1002 m)
11. Kehlen (1001 m)
12. Schafberg (1000 m)

## Localități

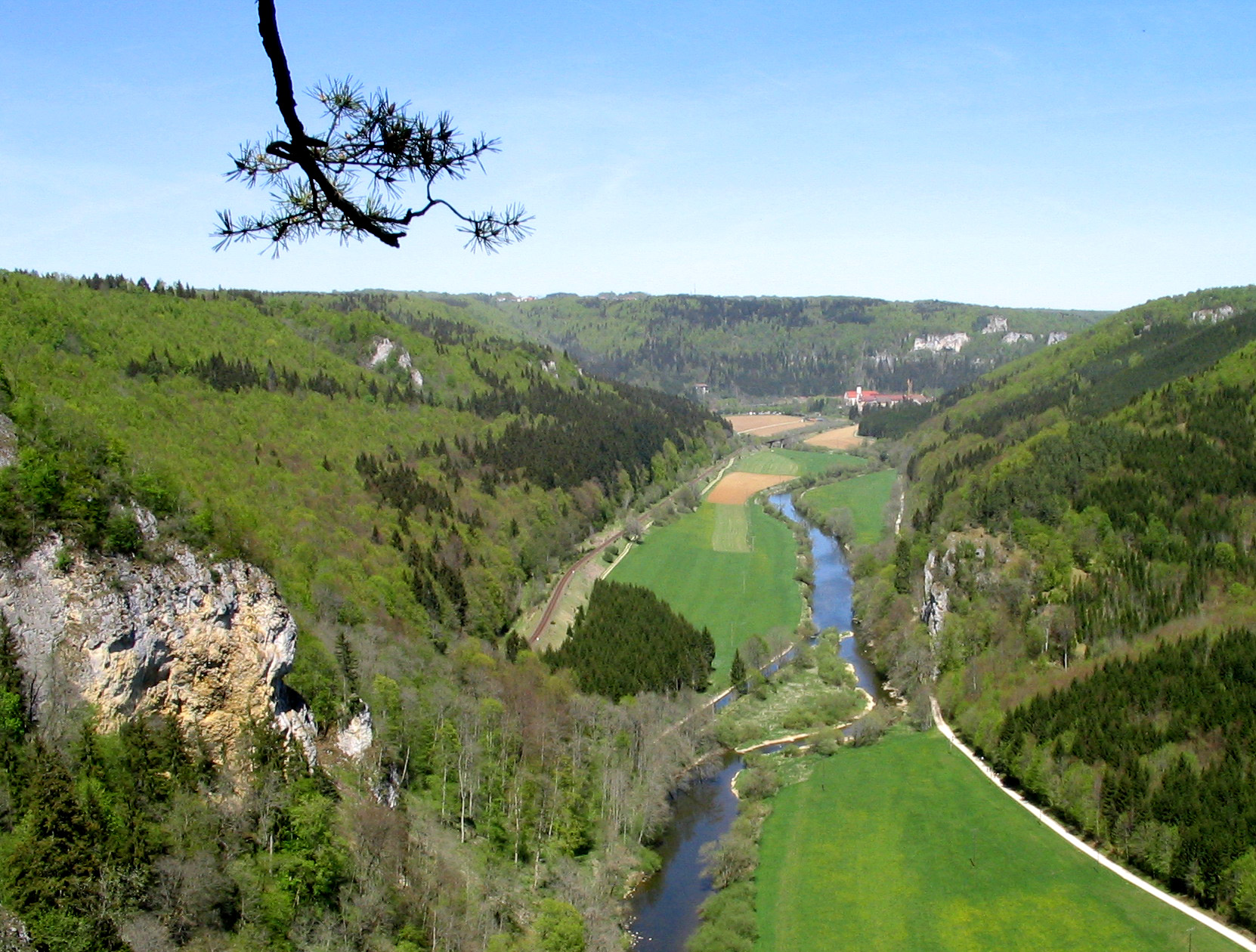
Dunărea la stâncile Knopfmacher înainte de Beuron

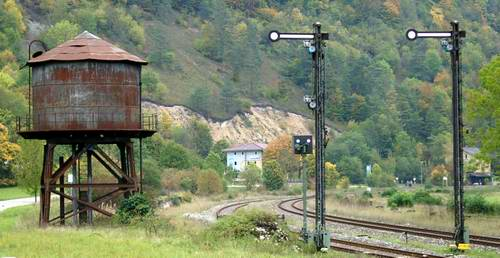
Turn de apă la Hausen lângă Beuron

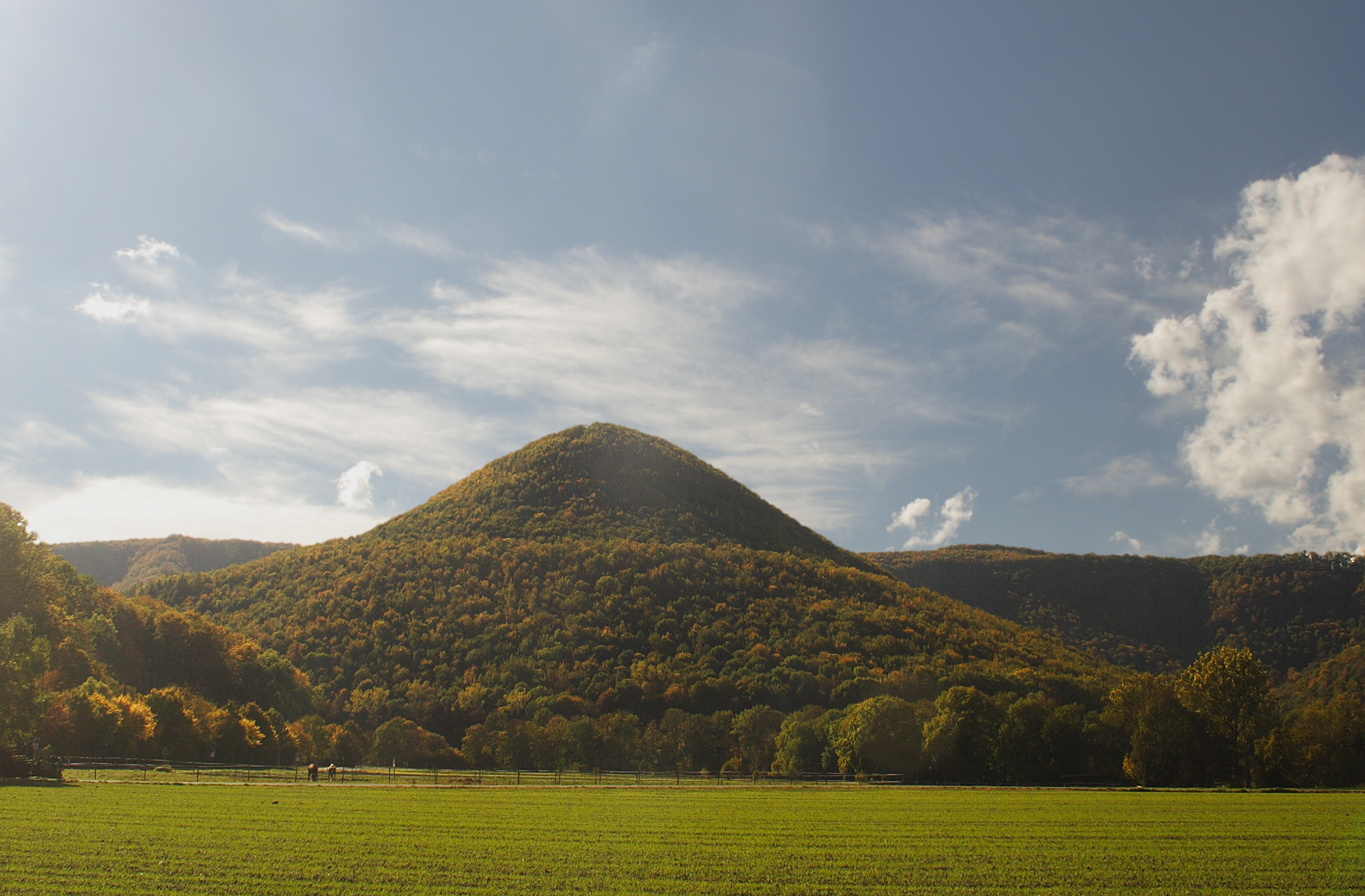
Munte rotund la Bad Urach

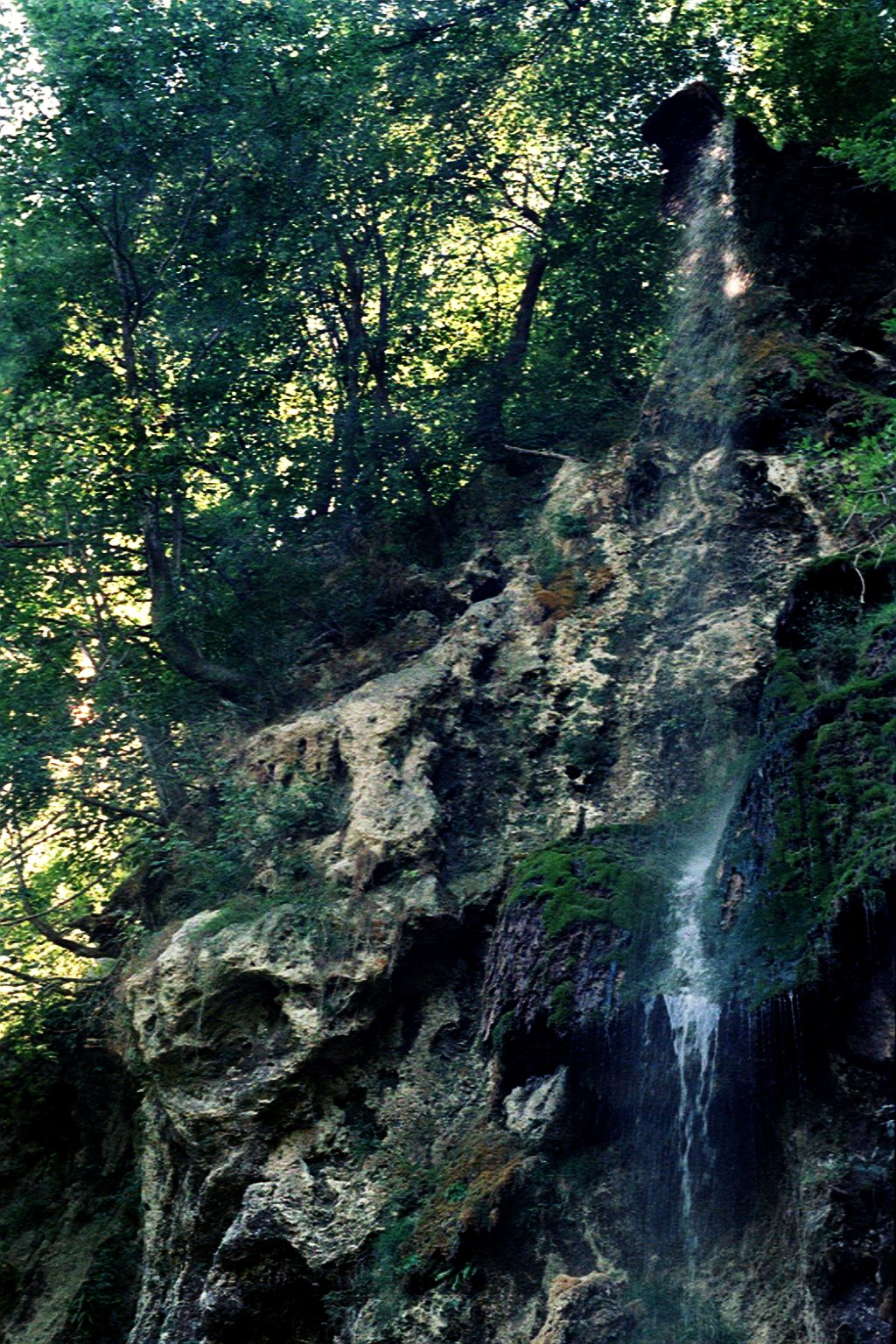
cascada Uracher Wasserfall

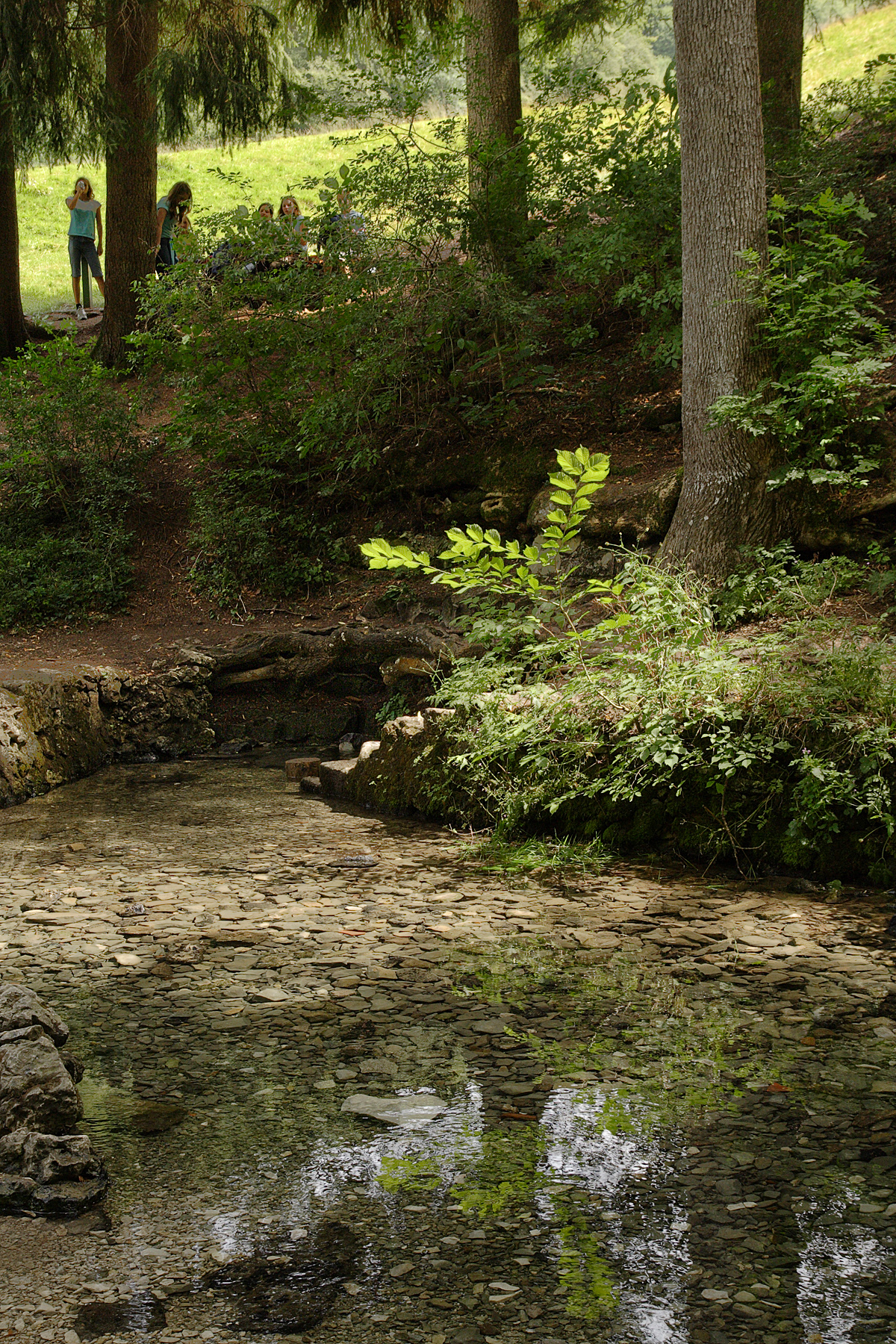
Izvor de carst pe valea Hasental (vale secată)

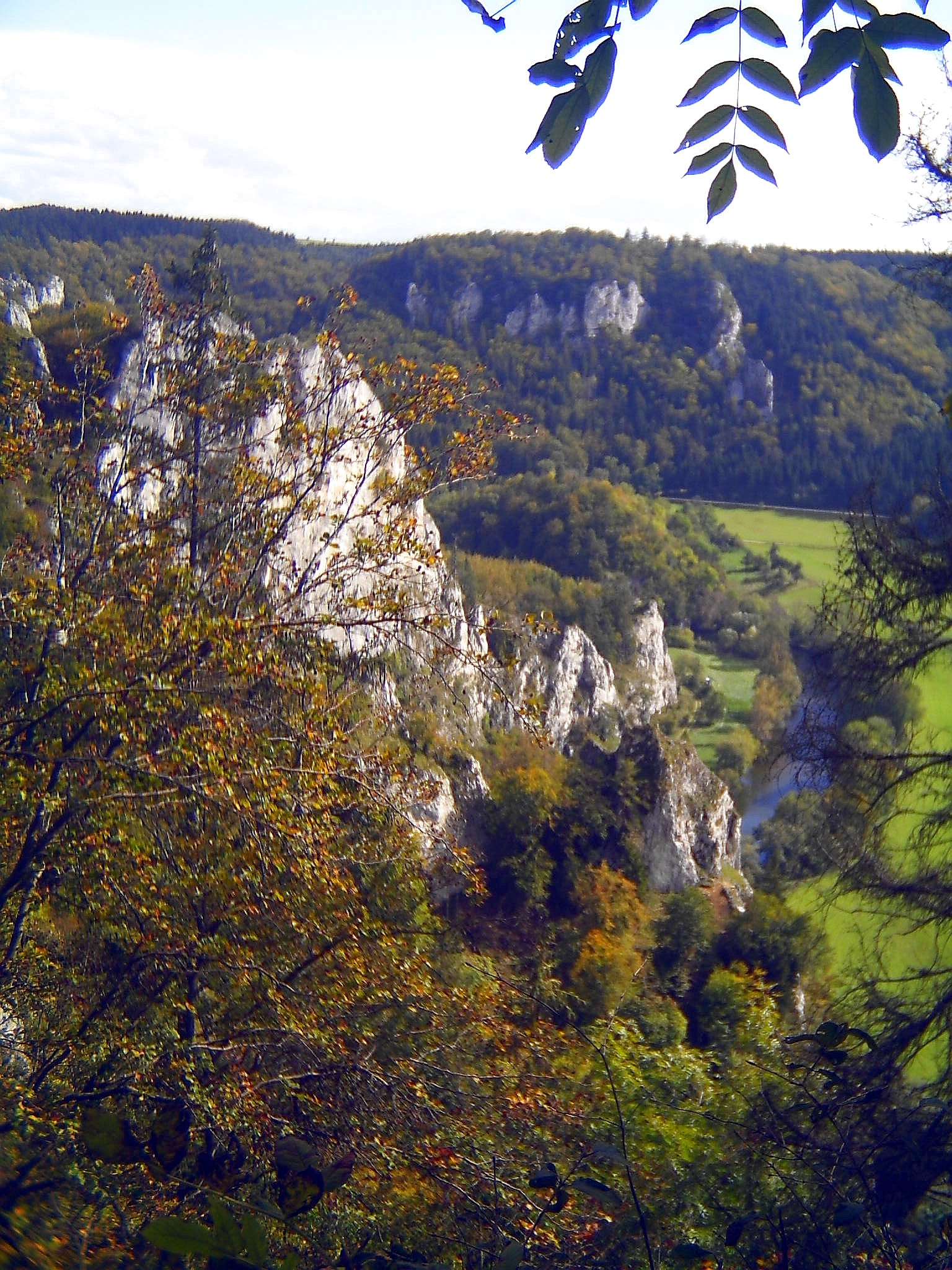
Cheile Dunării din Schwäbische Alb, la Fridingen

- Aalen, 67.100 loc.: Limesmuseum, Kocher, Besucherbergwerk Tiefer Stollen
- Albstadt, 46.700 loc.: Heersberg, Raichberg, Schalksburg, Zeller Horn
- Bad Urach, 12.800 loc.: Uracher Wasserfall, Runder Berg, Erms, Falkensteiner Höhle
- Balingen, 34.300 loc.: Lochen, Schafberg, Zollernschloss
- Blaubeuren, 12.870 loc.: Blautopf, Kloster (mănăstire), Urgeschichtliches Museum
- Blaustein, 15.150 loc.: Kleine Lauter
- Bopfingen, 12.616 loc.: Ipf
- Burladingen, 13.000 loc.
- Dischingen, 4.500 loc.: Cetatea Katzenstein
- Ehingen (Donau), 25.900 loc.: Dunăre
- Fridingen, 3.200 loc.: Donauversickerung, Castelul Bronnen
- Gammertingen, 6.800 loc.
- Geislingen, 27.800 loc.
- Giengen, 20.300 loc.: Charlottenhöhle, Die Welt von Steiff
- Göppingen, 58.000 loc.: Hohenstaufen
- Hayingen, 2.220 loc.: Naturtheater Hayingen
- Heidenheim, 50.000 loc.: Castelul Hellenstein
- Hechingen, 19.400 loc.: Cetatea Hohenzollern, Zeller Horn
- Herbrechtingen, 13.200 loc.: Brenz, Eselsburger Tal
- Kirchheim unter Teck, 40.000 loc.: Cetatea Teck
- Königsbronn, 7.400 loc.: original Brenz (râu), Georg-Elser-monument, lacul din Itzelberg
- Lichtenstein, 9.300 loc.: Castelul Lichtenstein
- Laichingen, 11.000 loc.: Laichinger Tiefenhöhle
- Lonsee 4.746 loc.: Lonequelle,  Kastell de tip romanic, Urspring
- Meßstetten, 11.000 loc.
- Metzingen, 20.000 loc.
- Mössingen, 20.014 loc.: Mössinger Bergrutsch
- Münsingen, 14.400 loc.
- Neresheim, 8.300 loc.: Abtei Neresheim
- Neuffen, 6.201 loc.: Hohenneuffen
- Niederstotzingen, 5.000 loc.: Lonetal, Vogelherdhöhle
- Oberkochen, 8.200 loc.: Kocherursprung
- Reutlingen, 110.000 loc.: Echaz
- Schömberg, 4.667 loc.: Plettenberg, Schlichemtalsperre, Schlichem
- Schelklingen, 7.300 loc.: Hohler Fels, Kloster Urspring, Ach
- Schwäbisch Gmünd, 61.000 loc.: Rechberg
- Sigmaringen, 16.700 loc.: Dunăre, HohenzollernCastelul Sigmaringen
- Sigmaringendorf, 3.800 loc.: Dunăre, Lauchert, Waldbühne Sigmaringendorf
- Sonnenbühl, 7.000 loc.: Bärenhöhle, Nebelhöhle
- Sontheim, 5.700 loc.: Galluskirche si castelul Brenz
- Spaichingen, 12.000 loc.: Dreifaltigkeitsberg
- Stetten am kalten Markt, 5.400 loc.
- Straßberg, 2.600 loc.: Cetatea Straßberg
- Trochtelfingen, 6.600 loc.
- Tuttlingen, 35.000 loc.: Dunăre
- Tübingen, 83.000 loc.
- Ulm, 120.100 loc.: Dunăre, Ulmer Münster, cartierul pescarilor cu Schiefen Haus, Rathaus
- Winterlingen, 6.700 loc.
- Zwiefalten, 2.133 loc.: Zwiefalter Ach, Wimsener Höhle, Kloster Zwiefalten

## Peșteri care se pot vizita
- Bären- si Karlshöhle
- Charlottenhöhle
- Gußmannshöhle
- Gutenberger Höhle
- Kolbinger Höhle
- Laichinger Tiefenhöhle
- Nebelhöhle
- Olgahöhle
- Schertelshöhle
- Sontheimer Höhle
- Wimsener Höhle
- Zwiefaltendorfer Tropfsteinhöhle